# الحرب الأهلية اليونانية
الحرب الأهلية اليونانية (باليونانية: ο Eμφύλιος Πόλεμος) قامت بين عامي 1946-49 بين جيش الحكومة اليونانية المدعومة من قبل بريطانيا العظمى والولايات والمتحدة وبين الجيش الديمقراطي اليوناني (ΔΣΕ)، وهو الجناح العسكري للحزب الشيوعي اليوناني (KKE)، بدعم من يوغوسلافيا وألبانيا وبلغاريا. وكانت النتيجة هزيمة المتمردين الشيوعيين من قبل القوات الحكومية. كان قوام الجيش الديمقراطي الأساسي الثوار اليونانيون الذين قاتلوا ضد قوات الاحتلال الألمانية والإيطالية خلال الحرب العالمية الثانية، فيما شكلت نواة القوات الحكومية من القوات اليونانية العائدة مع البريطانيين من المنفى و«الكتائب الأمنية» التي تعاونت مع الاحتلال النازي. كانت الحرب الأهلية نتيجة للصراع بين قطبي اليسار واليمين بدأ في عام 1943 بسبب الفراغ في السلطة الذي أعقب نهاية احتلال قوات المحور.(ص.85-112)

## الخلفية السياسية
كانت الحرب من أوائل صراعات الحرب الباردة، وشكلت أول مثال على التدخل في السياسة الداخلية لبلد أجنبي بعد الحرب. تم تمويل الحكومة اليونانية من قبل الولايات المتحدة عن طريق مبدأ ترومان ومشروع مارشال وانضمت اليونان بعدها إلى حلف الناتو، في حين انهارت الروح المعنوية للمتمردين بسبب الانقسام بين جوزيف ستالين (الذي أراد إنهاء الحرب) ورئيس يوغوسلافيا جوزيف بروز تيتو (الذي أراد أن الاستمرار بها). وظل تيتو يساعد الشيوعيين اليونانيين في جهودهم، وهو موقف أثار غضب ستالين الذي اتفق مع وينستون تشرشل بألا يدعم الشيوعيين في اليونان، وهو موقف تم توثيقه في اتفاق النسب المئوية.
وقعت أولى بوادر الحرب الأهلية بين عامي 1942-44، أثناء الاحتلال النازي. لم تتمكن الحكومة اليونانية في المنفى من التحكم بالوضع في الداخل، وظهرت جماعات مقاومة ذات انتماءات سياسية مختلفة، وكانت الجماعة السائدة هي جبهة التحرير الوطني اليسارية (EAM)، وفرعها العسكري المسمى جيش التحرير الشعبي اليوناني (ΕΛΑΣ)، وكان تحت سيطرة الحزب الشيوعي اليوناني بقيادة نيقوس زخريادس. ابتداء من خريف 1943، أسفر الاحتكاك بين جبهة التحرير الوطني وفصائل المقاومة الأخرى عن اشتباكات متفرقة، واستمرت هذه الاشتباكات حتى ربيع العام 1944 عندما تم التوصل إلى اتفاق لتشكيل حكومة وحدة وطنية ضمت ستة وزراء تابعين لجبهة التحرير الوطني.
كانت أولى مواقع الحرب في أثينا، في 3 ديسمبر 1944، بعد أقل من شهرين على تراجع الألمان. واندلعت معركة دامية («ديكيمفريانا») بعد أن قام درك الحكومة اليونانية، وبدعم من القوات البريطانية، بفتح النار على العزل في مسيرة حاشدة مؤيدة للجبهة الوطنية، ما أسفر عن مقتل 28 متظاهرا وإصابة العشرات. نظمت المظاهرة احتجاجا على إفلات المتعاونين مع النازية من العقاب وبسبب القرار العام بنزع السلاح، والذي وقعه الجنرال السير رونالد ماكينزي سكوبي، والذي استثنى القوى اليمينية. استمرت المعركة 33 يوما وأسفرت عن هزيمة الجبهة الوطنية بعد انحازت القوات البريطانية مع الحكومة اليونانية. تم توقيع معاهدة فاركيزا التي وضعت حدا لهيمنة المنظمة اليسارية: تم نزع سلاح جيش التحرير الشعبي جزئيا، في حين فقدت الجبهة الوطنية طابعها التعددي، وأصبحت تحت سيطرة الحزب الشيوعي اليوناني. وفي نفس الوقت، بدأ ما سمي الرعب الأبيض ضد أنصار الجبهة الوطنية والحزب الشيوعي، ما صعد التوترات بين الفصائل السائدة في البلاد.
اندلعت الحرب في عام 1946 عندما اختبأ أنصار جيش التحرير الشعبي السابق وكانوا تحت سيطرة الحزب الشيوعي اليوناني وقاموا بتنظيم الجيش الديمقراطي. دعم الحزب الشيوعي اليوناني هذا المسعى، إذ قرر أنه لا يمكن استخدام السياسة للتعامل مع الحكومة المعترف بها دوليا والتي تشكلت بعد انتخابات عام 1946، والتي قاطعها الحزب الشيوعي اليوناني. شكل الشيوعيون حكومة مؤقتة واستخدموا الجيش الديمقراطي كجناح عسكري لهذه الحكومة بقيادة ماركوس فافيادس. عرضت الدول الشيوعية المجاورة وهي ألبانيا ويوغوسلافيا وبلغاريا الدعم اللوجستي للحكومة المؤقتة، وخاصة للقوات في الشمال.
رغم النكسات التي تعرضت لها القوات الحكومية بين عامي 1946-48، فإن زيادة المعونة الأمريكية، وفشل جيش التحرير باستقطاب المجندين والآثار الجانبية لانفصال تيتو-ستالين أدت في النهاية إلى انتصار القوات الحكومية. قاد النصر النهائي للقوات الحكومية الغربية المتحالفة لدخول اليونان في منظمة حلف شمال الأطلسي، وساعد على تحديد التوازن الأيديولوجي للسلطة في بحر إيجة طيلة سنوات الحرب الباردة. خلفت هذه الحرب مؤسسة أمنية تعادي الشيوعية بشدة، الأمر الذي من شأنه أن يؤدي إلى إنشاء المجلس العسكري اليوناني بين عامي 1967-1974 وخلق إرثا من الاستقطاب السياسي استمر حتى الثمانينات.

## الاحتلال النازي والمقاومة الوطنية اليونانية

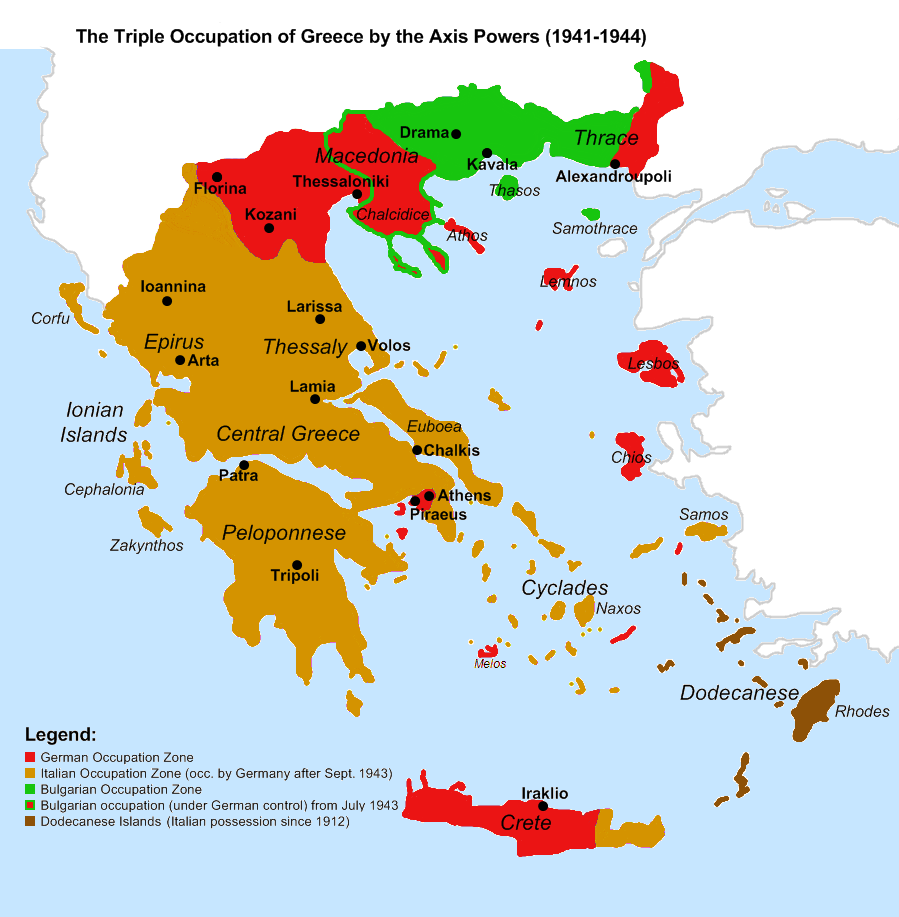
احتلال اليونان في فترة الحرب العالمية الثانية

مع اقتراب قوات المحور من أثينا في أبريل عام 1941، فر ملك اليونان جورج الثاني وحكومته إلى مصر حيث أعلنوا حكومة في المنفى أعتُرِف بها من قبل المملكة المتحدة ولكن ليس من قبل الاتحاد السوفيتي. شجع ونستون تشرشل جورج الثاني على تعيين مجلس وزارة معتدل، ونتيجة لذلك، لو يوجد سوى اثنين فقط من وزرائه من أعضاء نظام الرابع من أغسطس تحت حكم أيوانيس ميتاكاس الذي استولى على السلطة عام 1936 بانقلاب بموافقة من الملك. لم تكن حكومة المنفى قادرة على التأثير على مجريات الأمور في البلاد، في حين ظلت القوات اليونانية في المنفى تحت سيطرة القيادة العسكرية البريطانية ولم تخضع لتلك الحكومة. في اليونان أنشأ الألمان حكومة متعاونة في أثينا قادها بعض جنرالات نظام الرابع من أغسطس، وساءت الأوضاع في اليونان حيث لم يول الاحتلال الألماني أي اهتمام لحياة السكان وسخر موارد البلاد لدعم قواته، في حين تميزت إدارة الحكومة المتعاونة بالفساد وسوء الإدارة، ما أدى إلى انهيار الاقتصاد ووقوع مجاعة كبيرة راح ضحيتها مئات الألوف من المدنيين. أدى ذلك إلى نشوء حركة مقاومة قوية بدأت في شرق مقدونيا وتراقيا الواقعة تحت احتلال القوات البلغارية ثم عمت مختلف أنحاء اليونان، وكانت جبهة عريضة من مشارب فكرية مختلفة، قاد جسمها بحكم الواقع الشيوعيون الذين كانت منظمتهم السرية الطرف الأكثر تنظيما في البلاد بعد أن قضى نظام الرابع من أغسطس على معظم الحركات السياسية في البلاد. وهكذا نشأت في 27 سبتمبر 1941جبهة التحرير الوطنية (EAM)، حيث شكلت أولا من قبل ممثلي أربعة أحزاب يسارية، وانضمت إليها قطاعات من الوطنيين غير الشيوعيين، حيث أكدت الجبهة على طابعها الوطني العام والمناهض للفاشية، ولم تطرح نفسها قوة اشتراكية أو شيوعية. تأسس الجناح العسكري لجبهة التحرير الوطنية في فبراير 1942، وعُرف بجيش التحرير الشعبي اليوناني (ELAS). رُشح آريس فيلوتشيوتيس، والذي كان عضوًا باللجنة المركزية للحزب الشيوعي اليوناني، رئيسًا للقيادة العليا في ذلك الجيش، كما كان ستيفانوس سارافيس، الذي كان عقيدًا في جيش ما قبل الحرب اليوناني وأُبعِد خلال نظام ميتاكاس بسبب آرائه، القائد العسكري للجيش. كان الرئيس السياسي لجبهة التحرير الوطنية هو فاسيليس سامارينيوتيس (اسم مستعار لأندرياس تسيماس).
نشأت كذلك منظمة حماية النضال الشعبي (أو بي إل إيه) التي عملت يصفة مليشيات أمنية لجبهة التحرير الوطنية، وكانت تعمل بشكل أساسي في المدن المحتلة وخاصة أثينا، كما أسست قوات صغيرة عُرفت بقوات تحرير الشعب اليوناني البحرية (إي إل إيه إن)، وعملت بشكل أساسي حول الجزر اليونانية وبعض المناطق الساحلية الأخرى. كانت هناك منظمات أخرى ذات عقيدة شيوعية، بما في ذلك جبهة التحرير الوطنية (إن أو إف)، والتي تألفت في معظمها من مقدونيين سلاف في منطقة فلورينا، وكان لها لاحقا دور حاسم في الحرب الأهلية.
من جانب آخر، ظهرت منظمتا مقاومة أخريان هما الرابطة الوطنية الجمهورية اليونانية (EDES) بقيادة الضابط الجمهوري السابق بالجيش، العقيد نابليون زيرفاس، وحركة التحرر الوطني والاجتماعي (EKKE) الليبرالية الاجتماعية بقيادة العقيد ديميتريوس بساروس.
شنت جماعات المقاومة هجمات ضد قوى الاحتلال وأقامت شبكات دعم وإسناد وتجسس ضخمة تمكنت من السيطرة على معظم أرجاء البلاد ومنعت الألمان من إمداد قواتهم في أفريقيا عبر محور البلقان.
قدم الحلفاء الغربيون في البداية أموالًا ومعدات لمنظمات المقاومة جميعها، ولكنهم أعطوا أفضلية خاصة لجيش التحرير الشعبي اليوناني، إذ رأوا أنه الشريك الأكثر جدارة بالثقة وقوة قتالية هائلة من شأنها أن تكون قادرة على خلق مزيد من المشاكل لقوات المحور أكثر من غيرها من حركات المقاومة. مع اقتراب نهاية الحرب، تسبب خوف وزارة الخارجية البريطانية من حدوث انتفاضة شيوعية في ترقبها باستياء لتحول جيش التحرير الشعبي اليوناني إلى جيش تقليدي واسع النطاق، تزامنًا مع تضائل سيطرة الحلفاء عليه تدريجيًا.
في منتصف عام 1943، تحول العداء بين جبهة التحرير الوطنية وجيش التحرير الشعبي والحركات الأخرى إلى صراع مسلح. اتُّهِمت الرابطة الوطنية الجمهورية بالخيانة من قبل الشيوعيين وجبهة التحرير الوطنية، والعكس بالعكس. استمرت المجموعات الأصغر الأخرى، مثل حركة التحرر الوطني والاجتماعي، في القتال ضد الاحتلال بأعمال التخريب وغيرها، ورفضوا الانضمام إلى صفوف جيش التحرير الشعبي اليوناني. في حين قبلت بعض المنظمات المساعدة من النازيين في عملياتها ضد جبهة التحرير الوطنية وجيش التحرير الشعبي، لكن الغالبية العظمى من السكان رفضت أي شكل من أشكال التعاون مع سلطات الاحتلال.
وقد دعمت بريطانيا بداية كل منظمات المقاومة اليونانية، إلا أنها فضلت دعم الـEDES والـEKKE لتحقيق بعض التوازن في مواجهة الجبهة الوطنية التي يقودها الشيوعيون وأمدتهم بكميات أكبر من السلاح والأموال، إلا أن هذا التميز النوعي زال بعد الهدنة مع إيطاليا في 8 سبتمبر 1943، حيث سيطر جيش التحرير الشعبي اليوناني على أسلحة الحامية الإيطالية في البلاد، وابتداء من هذه النقطة أوقف الحلفاء الغربيون دعم جيش التحرير وخص القوتين الأخريين بالذخيرة والإمدادات والدعم اللوجستي.
مع اقتراب نهاية الحرب وتنامي الدور البريطاني دخلت جبهة التحرير في في صدامات مع مجموعتي EDES وEKKE، وبحلول أوائل عام 1944 تمكنت جبهة التحرير الوطنية من القضاء على حركة EKKE، كما حوصرت حركة الـEDES في جزء صغير من إقليم إبيروس وهمّشت تماما حتى نهاية الحرب.
بحلول عام 1944، تمتع جيش التحرير الشعبي (ELAS) بميزة عددية فيما تعلق بالمقاتلين المسلحين، وضم الجيش أكثر من 50,000 جندي مسلح، و500,000 من الجنود الإضافيين الذين يعملون كاحتياطيين أو موظفي دعم لوجستي. من ناحية أخرى، كان لدى الرابطة الوطنية الجمهورية حوالي 10,000 مقاتل، ولدى حركة التحرر الوطني والاجتماعي حوالي 10,000 رجل.
سيطرت جبهة التحرير على معظم أراضي اليونان باستثناء المدن الكبرى وطرق المواصلات الرئيسية، وأسست حكومة وطنية تحت تسمية «اللجنة السياسية للتحرير الوطني» (PEEA)، ولم تعترف بها بريطانيا التي أصرت على عودة الملك وحكومة المنفى.(ص.57-69)

## مناورات تشرشل والإنزال البريطاني
كان لبريطانيا تاريخيا دور هام في قيام وتوسع الدولة اليونانية وفي طبيعة نظام الحكم فيها، وظلت بريطانيا تعتبر اليونان من مناطق نفوذها، فدعمت قبل الحرب النظام الملكي ضد الجمهوريين اللبرال، وساندت نظام الرابع من أغسطس الدكتاتوري الذي أقامه ميتاكساس، وعملت مع اقتراب نهاية الحرب على عودة الأمور إلى نصابها، فلم تعترف بحكومة المقاومة اليونانية وتمسكت بالملك والحكومة التي أنشأتها في المنفى. وبعد اتفاق تشرشل مع ستالين على بقاء اليونان ضمن مناطق النفوذ الغربية ضغط الاتحاد السوفييتي على الشيوعيين في اليونان من أجل الاعتراف بحكومة المنفى والتفاوض معها على إقامة حكومة وحدة وطنية، في حين صاغ تشرشل الذي أدار الملف اليوناني بنفسه سياسة حكومة المنفى التي تمثلت بتجاهل مطالب جبهة التحرير بتشكيل حكومة وحدة وطنية، مع إبقاء المفاوضات مفتوحة من أجل الحصول على شرعية سياسية بصفتها طرفا في يونان ما بعد الحرب، ومن أجل إعطاء شرعية لنزول الجيش البريطاني في اليونان.
في 30 مارس 1944 وقدم ضباط وجنود من القوات اليونانية في المنفى، المتواجدة في معسكرات في مصر، إنذارا إلى رئيس حكومة المنفى تسوديروس عريضة تطالبه بقبول مطلب جبهة التحرير بإنشاء حكومة وحدة وطنية، فاعتبر موقف الجنود هذا تمردا وحاصرت القوات البريطانية معسكرات الجيش اليوناني في مصر رافضة التفاوض (بأوامر مباشرة من تشرشل)، إلى ان استسلمت القوات في أواسط أبريل، واستغلت بريطانيا الحادثة من أجل تطهير الجيش اليوناني من العناصر الجمهورية، فأرسلت ما يقارب ال20 ألف جندي وضابط يوناني، أي نصف القوات اليونانية المتمركزة في مصر، إلى معسكرات الاعتقال في أريتريا وليبيا. بعد تطهير الجيش وضمان ولائه للملك أشار تشرشل بإزاحة تسوديروس وتعيين جورجيو باباندريو لرئاسة حكومة المنفى، لماضيه الجمهوري في حكومة فينيزبلوس.
وافقت جبهة التحرير في مؤتمر بيروت في مايو 1944 على الاندماج في حكومة وحدة وطنية مطالبة بنصف المقاعد الوزارية، إلا أن حكومة المنفى، وبعد أن انتزعت الموافقة الرسمية على دمج جيش التحرير بالجيش الرسمي ماطلت (بتوجيه من البريطانيين) في تحديد دور الجبهة الوطنية في الحكومة القادمة. بعد عودة وفد الجبهة الوطنية من بيروت أعادت القيادة النظر في اتفاقية بيروت، مؤكدة على شرط حصولها على نصف المقاعد الوزارية في حكومة الوحدة الوطنية، ولكنها عادت في تموز ووافقت على المشاركة في الحكومة شريطة استبدال باباندريو، ثم تنازلت لاحقا عن هذا الشرط، ويعزى هذا الاستسلام المفاجئ لضغوط السوفييت عليها لقبول الشروط البريطانية.(ص.69-75)
بعد ان انتزعت بريطانيا شرعية تفاوضية لحكومة المنفى نزلت القوات البريطانية وقوات الجيش اليوناني في المنفى (بعد ان جرى تطهيرها من العناصر الجمهورية) في أثينا، ونزلت معها حكومة المنفى التي طالبت بنزع سلاح قوات المقاومة اليونانية أو دمجها بالجيش الرسمي، وبضغط الاتحاد السوفييتي وافقت قيادة جبهة التحرير في البداية على التعاون مع البريطانيين وحكومة المنفى.
بعد انسحاب الألمان من أثيينا في 12 أكتوبر 1944 دخلت جبهة التحرير المدينة، وبعد ذلك بأيام قليلة نزلت القوات البريطانية بقيادة الجنرال سكوبي، وفي 18 أكتوبر عاد باباندريو إلى اليونان وسط احتفالات شعبية وتعاون جبهة التحرير. وفي حين واصلت جبهة التحرير سيطرتها على معظم أجزاء البلاد، تمركزت القوات البريطانية وجيش حكومة المنفى في المدن الرئيسية، وسرعان ما بدأت الخلافات حول مستقبل القوات المسلحة اليونانية، ففي حين طالبت جبهة التحرير بحل الجيش القديم الموالي للملك بالتوازي مع حل ميليشيات المقاومة ودمج الطرفين في جيش وطني جديد، تمسك باباندريو بحل قوات جبهة التحرير وبقاء الجيش القديم، وانهارات المفاوضات في يوم 27 من نفس الشهر.(ص.78-79)

## الجولة الآولى: أحداث ديسمبر (الديكيمفريانا)

### توازن القوى في ديسمبر 1944

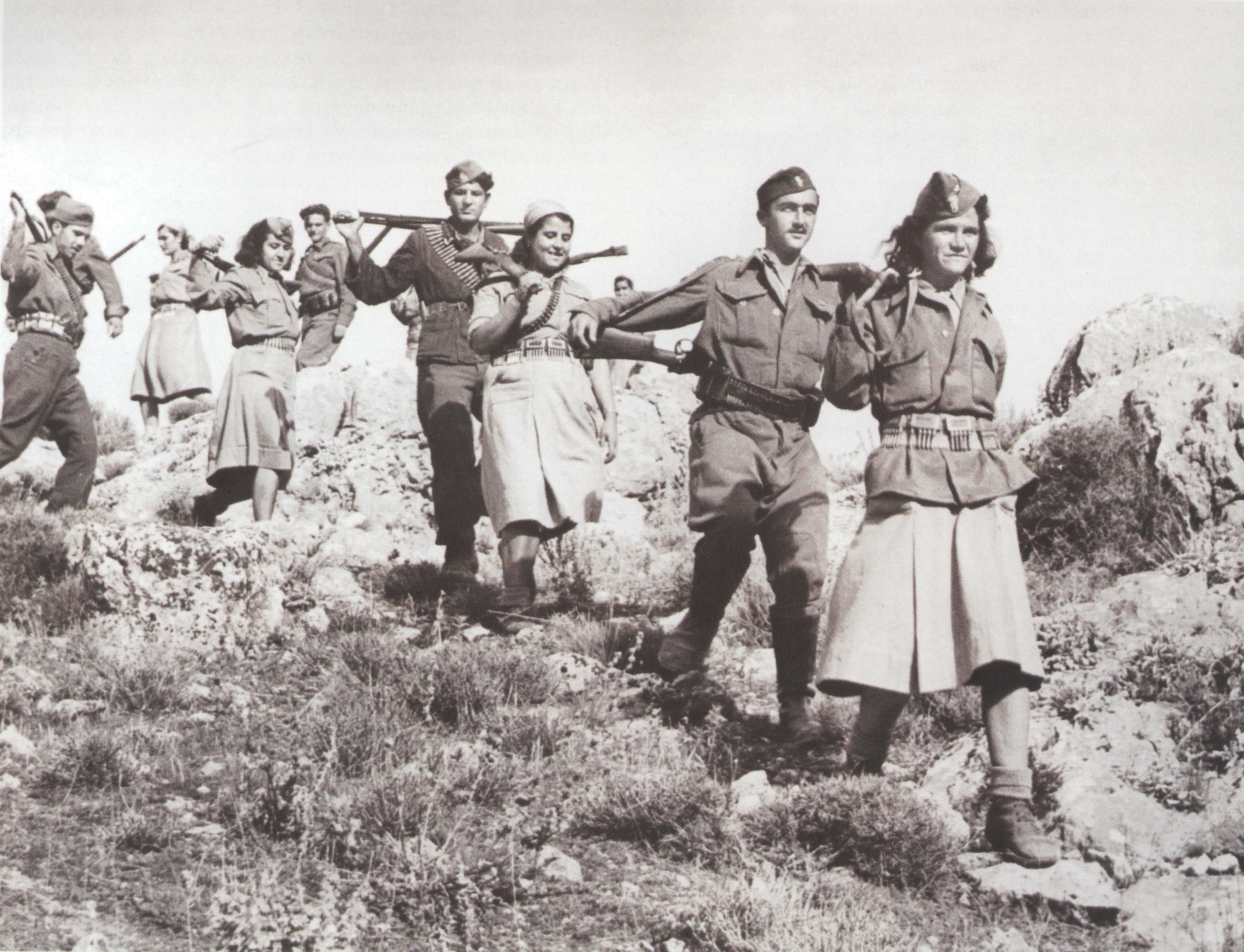
مقاتلون من جيش التحرير الشعبي اليوناني ELAS

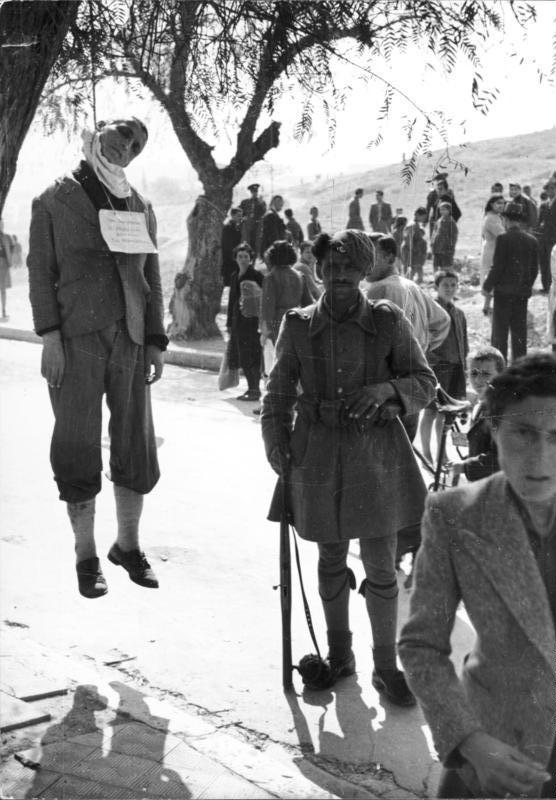
أحد أعضاء القوى الأمنية المتعاونة مع النازيين أمام مشنوق بتهمة المشاركة في أعمال المقاومة

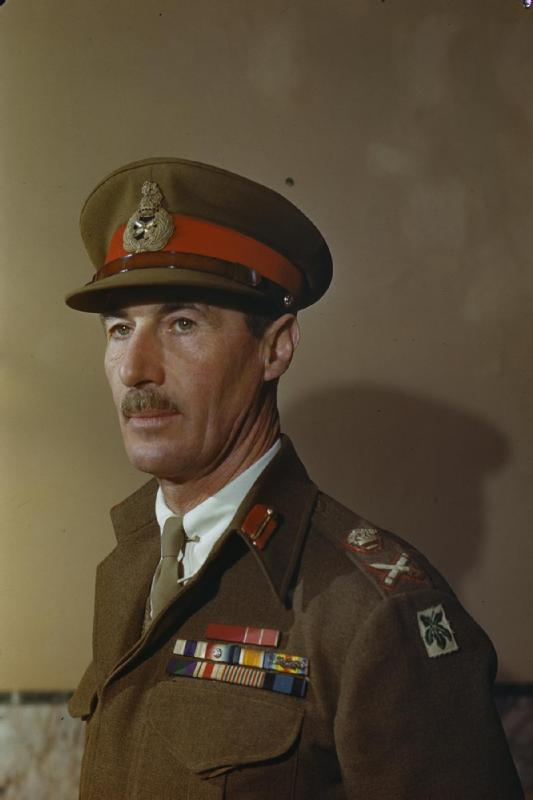
الجنرال رونالد سكوبي، قائد القوات البريطانية

في البداية، لم يكن لدى الحكومة سوى عدد قليل من رجال الشرطة والدرك، وبعض وحدات الميليشيات من اللواء الجبلي الثالث الذي شارك في الحرب في إيطاليا، ومجموعات منظمة إكس (وهي مجموعة ملكية مسلحة يقودها الكولونيل جورجيوس غريفاس، وتتهمها جبهة التحرير بالتعاون مع النازيين)، وتدخل البريطانيون لدعم الحكومة مستخدمين كذلك المدفعية والطائرات بحرية مع اقتراب المعركة من مراحلها الأخيرة. في المقابل لم تحشد جبهة التحرير التي كانت تسيطر على معظم أنحاء اليونان قواتها في أثينا، حيث ظل التوازن العدد قائما مع تفوق البريطانيين بالأسلحة الثقيلة، أما في باقي أرجاء اليونان فقد استمرت جبهة التحرير في عمياتها ضد التروتسكيين والمعارضين السياسيين الآخرين، وتجنبت مواجهة القوات البريطانية. سياسيا كان تشرشل مصمما على القضاء على حسم الموقف لصالح حكومة باباندريو والقضاء على جبهة التحرير، بينما لم تطالب جبهة التحرير بالسلطة ويتوفر داخلها إجماع سياسي على خوض مواجهة مسلحة، فتميزت قراراتها في تلك الفترة بالتخبط، وقد لعب الموقف السوفييتي دورا مهما في فرض موقف يبحث عن حل وسط تفاوضي.

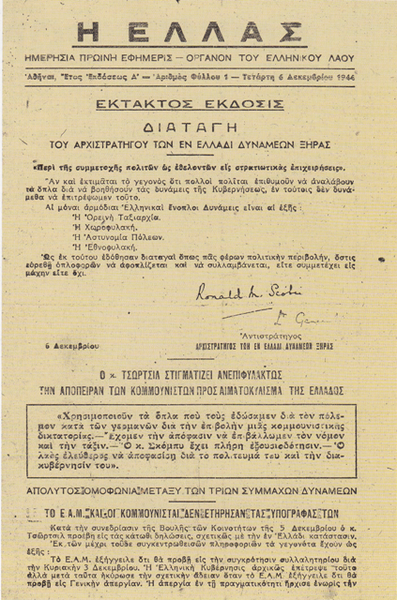
إنذار الجنرال سكوبي لنزع سلاح جميع قوات حرب العصابات على الفور، مطبوعا في الصحيفة الحكومة "Η ΕΛΛΑΣ" في 6 ديسمبر

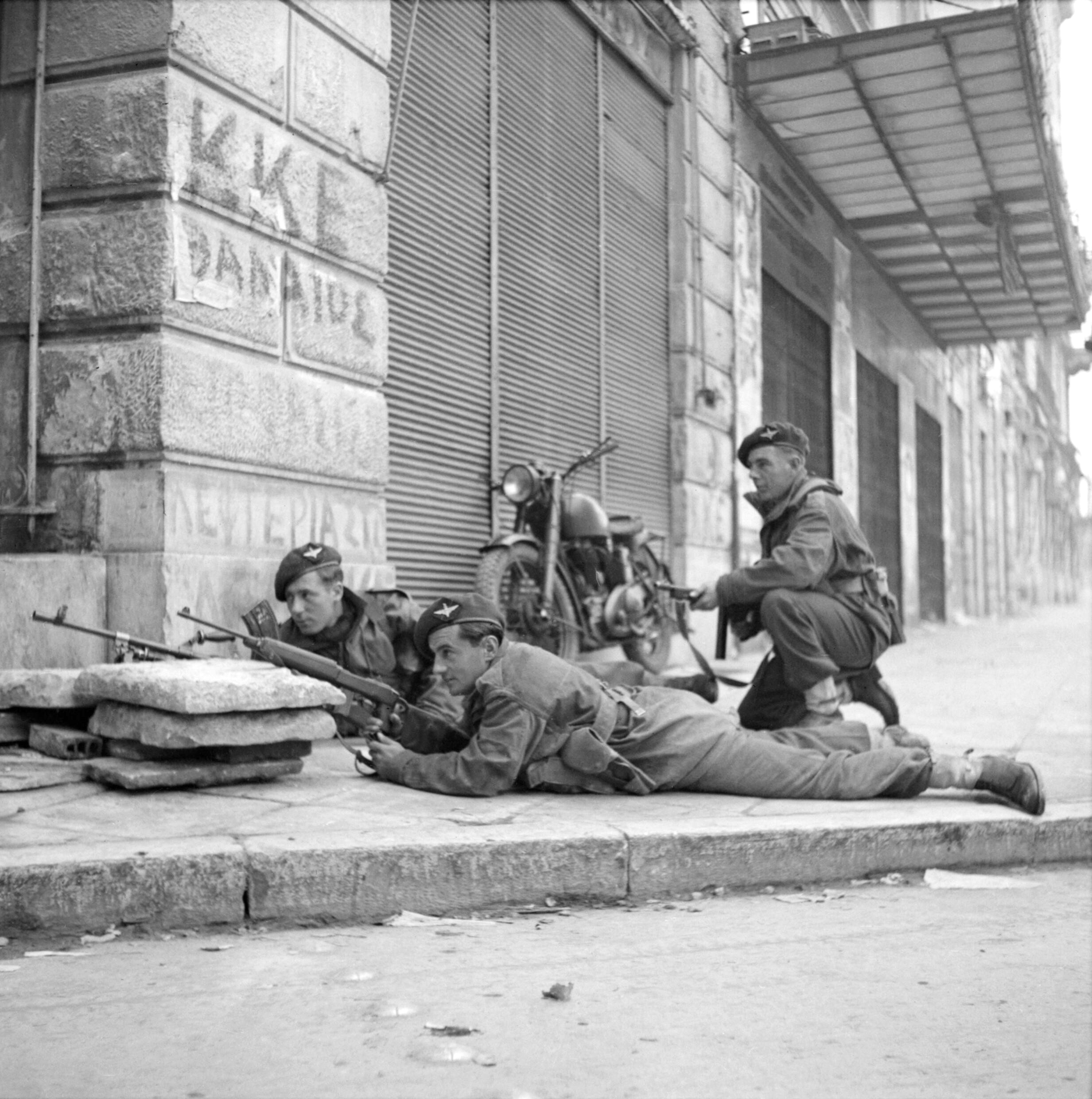
مظليون بريطانيون في قتال الشوارع في أثينا في ديسمبر 1944

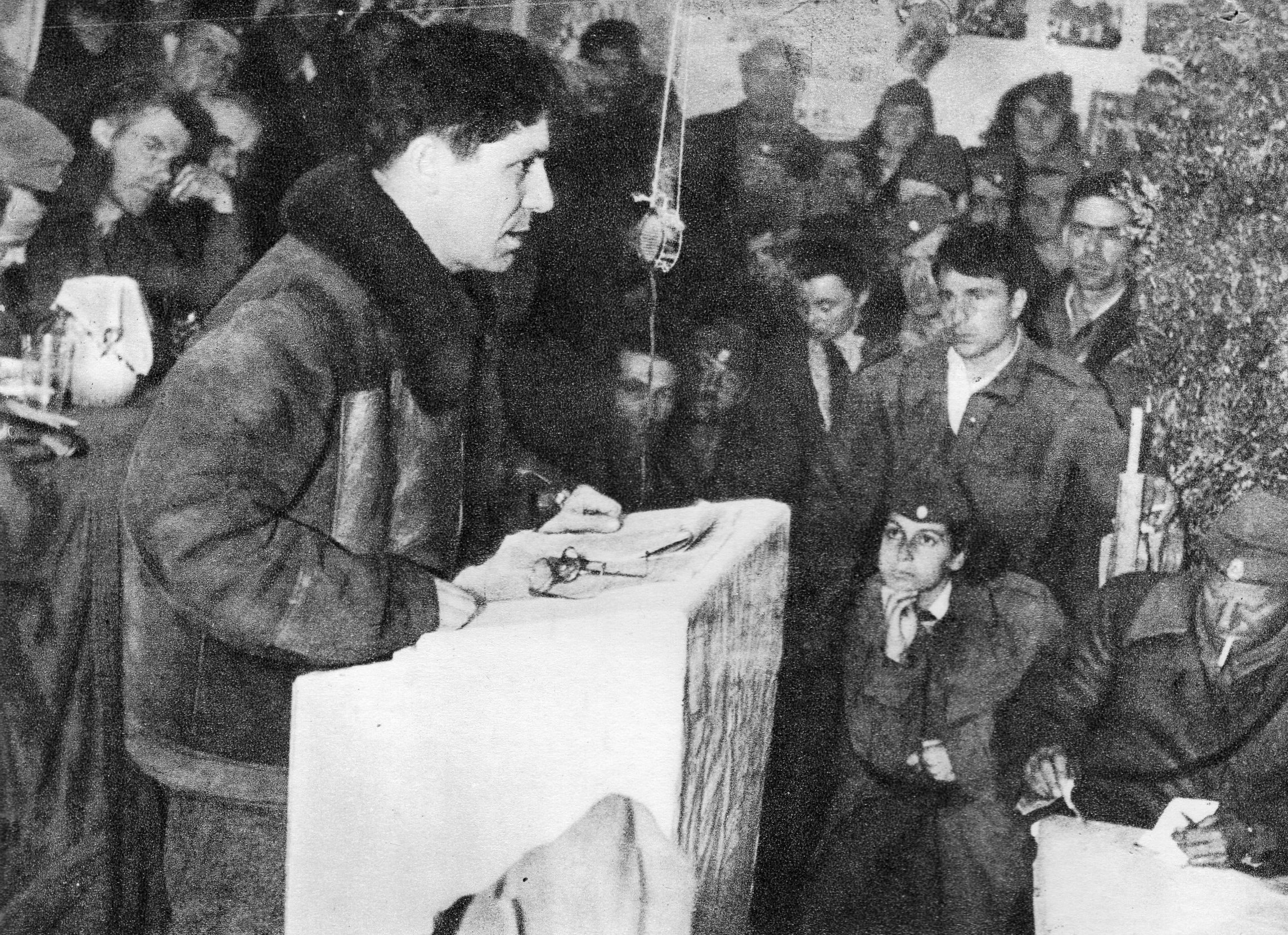
نيقوس زخريادس

### مجزرة 3 ديسمبر
وضعت اتفاقية كاسيرتا جميع القوات اليونانية (النظامية ورجال العصابات) تحت قيادة الحلفاء، وفي 1 ديسمبر 1944 أعلنت حكومة "الوحدة الوطنية" اليونانية بقيادة باباندريو وسكوبي (القائد العسكري البريطاني لقوات الحلفاء في اليونان) عن إنذار نهائي لنزع السلاح من جميع قوات حرب العصابات بحلول 10 ديسمبر، باستثناء القوات التكتيكية التابعة لجيش النظامي اللواء الجبلي الثالث و"السرب المقدس، وأيضًا جزء من قوات EDES و ELAS لتستخدم إذا لزم الأمر في عمليات الحلفاء في جزيرة كريت ودوديكانيسيا ضد بقايا الجيش الألماني. ردا على ذلك استقال في اليوم التالي وزراء جبهة التحرير الستة (ومعظمهم من الحزب الشيوعي اليوناني) من مناصبهم في حكومة "الوحدة الوطنية". دعت جبهة التحرير إلى إضراب عام وأعلن إعادة تنظيم اللجنة المركزية لجناحها العسكري ELAS.
ودعت الجبهة إلى تظاهرات احتجاجية في 3 ديسمبر 1944. سمحت الحكومة بالتظاهرة في البداية، إلا أنها عادت ومنعتها بضغط من البريطانيين، وعلى الرغم من الحظر تجمهرت أعداد كبيرة في ميدان الدستور في أثينا منددة بحكومة باباندريو، حيث شارك في المظاهرة ما لا يقل عن 200000 شخص  وسارت في أثينا في شارع بانيبيستيميو باتجاه ميدان سينتاجما. وتناثرت الدبابات البريطانية مع وحدات الشرطة في أنحاء المنطقة وقطعت الطريق أمام المتظاهرين. وفجأة فتحت الشرطة وقوى مسلحة النار على المتظاهرين العزل، حيث بدأ إطلاق النار عندما وصل المتظاهرون إلى قبر الجندي المجهول فوق ميدان سينتاجما، وكان مصدرها مبنى القيادة العامة للشرطة والبرلمان وفندق جراند بريتاني (حيث استقر المراقبون الدوليون)، ومباني حكومية الأخرى، وأيضا رجال الشرطة في الشارع، وأدى ذلك إلى مقتل 28 متظاهرا وجرح المئات.
تضاربت آنئذ الروايات حول ملابسات إطلاق النار، وقد أصر القائد البريطاني كريستوفر مونتاج وودهاوس على أنه من غير المؤكد ما إذا كانت الطلقات الأولى قد أطلقت من قبل الشرطة أو المتظاهرين. ولكن لاحقا، وبين شهادات عدة، أشار ن. فارماكيس ، عضو منظمة إكس المشاركة في إطلاق النار إلى أنه سمع رئيس الشرطة أنجيلوس إيفرت يعطي الأمر بفتح النار على الحشد.
دعت جبهة التحرير إثر ذلك إلى إضراب عام في 4 ديسمبر وخرجت تظاهرات حاشدة في أماكن مختلفة في نفس اليوم جرت بصورة سلمية إلى أن أطلق أعضاء منظمة «إكس» (X) ومجموعات أخرى كانت تتبع الأجهزة الأمنية التي تعاونت مع النازية النار على المتظاهرين، وقتلت المئات. ردا على هذه الأعمال هاجمت قوات جبهة التحرير مراكز الشرطة اليونانية التي اعتبرتها لم تطهّر من عملاء النازية، وأعلن الجنرال البريطاني سكوبيا الأحكام العرفية وأصدر إنذارا إلى قوات جبهة التحرير بمغادرة أثينا خلال يومين، ورفض الاستقالة التي قدمها باباندريو في نفس اليوم.(ص.83-85)

### اندلاع القتال
بحلول 12 ديسمبر كانت جبهة التحرير تسيطر على معظم أنحاء أثينا وبيرايوس، وحوصرت قوات الحكومة والقوات البريطانية في مساحة لا تتجاوز الكيلومتر المربع، فيما احتفظت بريطانيا بالسيطرة على الميناء والمطار.
وازن البريطانيون تفوق جبهة التحرير العددي بنقل فرقة المشاة الهندية الرابعة جوا من إيطاليا. وعلى الرغم من أن البريطانيين كانوا يقاتلون علانية ضد جبهة التحرير في أثينا، تجنبت جبهة التحرير مهاجمة البريطانيين في باقي أرجاء اليونان، بل هاجمت قوات EDES التي كان يقودها نابليون زيرفاس في وسط اليونان مجبرة إياها على الفرار إلى الجزر الأيونية. كما امتد صيد «المتعاونين» ليشمل الأشخاص الذين يدعمون الحكومة اليونانية، وعاملت منظمة حماية النضال الشعبي (OPLA) وغيرها من الجماعات الشيوعية الصغيرة الخصوم بقسوة (بما في ذلك رجال الشرطة والأساتذة والكهنة)، حيث يشار إلى إعدام المئات في قرية فينيوس حيث حولت المنظمة ديرًا قريبًا إلى معسكر اعتقال وساحة إعدام لمن اعتبرتهم «رجعيين». بالإضافة إلى ذلك ، أضطر الكثير من التروتسكيين إلى مغادرة البلاد خوفًا على حياتهم (فر كورنيليوس كاستورياديس إلى فرنسا).
استمرت المواجهو المسلحة 37 يوما، مع تحول تدريجي في موازين القوى لصالح القوات الحكومية التي استفادت من الدعم البريطاني ومن عدم دفع جبهة التحرير تعزيزات إلى أثينا.

### تشرشل في أثينا
شكل اندلاع القتال بين قوات الحلفاء وحركة مقاومة أوروبية مناهضة لألمانيا مشكلة سياسية خطيرة لحكومة تشرشل الائتلافية من اليسار واليمين، ونشبت الكثير من الاحتجاجات في الصحافة البريطانية ومجلس العموم. في 25 ديسمبر توجه تشرشل إلى أثينا لترأس مؤتمر مزمع عقده في فندق جراند بريتاني بمشاركة ممثلي الاتحاد السوفيتي، إلا أن المؤتمر لم يعقد بسبب رفض بريطانيا لمطالب جبهة التحرير، وأشيع في وقت لاحق أن هناك خطة من قبل جبهة التحرير لتفجير المبنى وقتل قتل المشاركين ، وألغي المؤتمر في النهاية.
أما السبب الحقيقي لزيارة تشرشل فكان تعزيز معنويات القوات البريطانية المحاصرة وإيصال رسالة إلى الاتحاد السوفييتي عن تصميم بريطانيا على كسب هذه المواجهة في اليونان لتبقى في مجال السيطرة الغربية بعد موافقة الحلفاء الغربيين على سيطرة السوفييت على أوروبا الشرقية. وبالفعل ظل الاتحاد السوفييتي سلبيا بشأن التطورات في اليونان. ووفقًا لاتفاقية النسب المئوية مع بريطانيا الذي ألحق اليونان بمجال النفوذ البريطاني، لم يشجع الوفد السوفيتي في اليونان طموحات جبهة التحرير ولم يثبطها، وقد حصل رئيس الوفد السوفييتي على لقب «أبو الهول» بين الشيوعيين اليونانيين لعدم تقديم أية إشارة حول النوايا السوفيتية، كما تجاهلت صحيفة برافدا الاشتباكات تماما.

### نهاية الاشتباكات ومعاهدة فاركيزا
بحلول أوائل يناير 1945 خسرت جبهة التحرير المعركة، ووافق الجنرال سكوبي على وقف إطلاق النار مقابل انسحاب قوات الجبهة من مواقعها في باتراس وسالونيك، وتسريحها في بيلوبونيز. انسحبت قوات الجبهة تحت قيادة سيانتوس من أثينا، آخذة معها الآلاف من الأسرى. كانت هزيمة الحزب الشيوعي اليوناني في عام 1945 سياسية بشكل أساسي، وقد أدى غياب الإجماع داخل جبهة التحرير إلى انحساب معظم القياديين غير الشيوعيين منها، وانخفض دعم الحزب الشيوعي اليوناني بعد وقف إطلاق النار.
في 15 يناير 1945ستقال باباندريو وحل محله الجنرال نيكولاوس بلاستيراس، وفي فبراير 1945 وقعت مختلف الأطراف اليونانية معاهدة فاركيزا بدعم من جميع الحلفاء، ونصت المعاهدة على التسريح الكامل لـقوات جبهة التحرير وجميع الجماعات شبه العسكرية الأخرى، كما نصت المعاهدة على عفو عن الجرائم السياسية وإجراء استفتاء على الملكية وإجراء انتخابات عامة في أقرب وقت ممكن. ظل الحزب الشيوعي اليوناني قانونيًا ، وقال زعيمه ، نيكولاوس زاكارياديس، الذي عاد من ألمانيا في أبريل 1945، إن هدف الحزب الشيوعي اليوناني هو الآن تحقيق «ديمقراطية الشعب» بالوسائل السلمية.

## الطريق إلى الحرب الأهلية (1945-1946)
حولت المعاهدة هزيمة الحزب الشيوعي اليوناني السياسية إلى هزيمة عسكرية، حيث انهت وجود قوات جبهة التحرير ELAS المسلحة، ومن جانب آخر لم يكن العفو شاملاً لأن الكثير من أعمال المقاومة خلال فترة الاحتلال الألماني واشتبكات ديسمبر صنفت أنها «جنائية»، مما أدى إلى استثناء مرتكبيها العفو، وهكذا ألقت السلطات القبض على ما يقرب من 40.000 من الشيوعيين أو أعضاء جبهة التحرير السابقين. نتيجة لذلك عمل عدد من المحاربين المخضرمين على إخفاء أسلحتهم في الجبال، وهرب 5000 منهم إلى يوغوسلافيا.
بين عامي 1945 و 1946، قتلت القوى اليمينية حوالي 1190 مدنيًا شيوعيًا واعتقلت وعذبت كثيرين آخرين، وهاجمت قرى بأكملها كانت تساعد الثوار. ودفع الإرهاب الأبيض بالكثيرين من أعضاء الحزب الشيوعي إلى تشكيل قوات للدفاع عن النفس دون موافقة قيادة الحزب المركزية التي تمسكت بالنضال السلمي. بين فبراير ويوليوم 1945 بلغ عدد القتلى حسب بيانات الحكومة الـ500، واعتقل 2961 شخصا، وبحلول ديسمبر 1945 أعلن وزير العدل اليوناني عنأن عدد السجناء بلغ الـ 17948، حوكم منهم 2388 وظل الباقي في السجن احترازيا. كما تشير أرقام جبهة التحرير إلى مقتل 1289 شخصا واعتقال 81931 في الفترة بين اتفاقية فاركيزا وانتخابات 31 مارس 1946.(ص.94)
شرعنت اتفاقية يالطا في فبراير 1945 الاتفاقات الأولية بين تشرشل وستالين حول مستقبل اليونان ودول أوروبا الغربية، ولكن تدهور العلاقات بين الاتحاد السوفييتي والحلفاء الغربييين ساعد في تسريع التحول في موقف قيادة الحزب الشيوعي اليوناني وانقالها إلى مواقف أكثر تشددا مع تزايد ضغظ الحكومة اليونانية واليمين على الشيوعيين. ففي حين التزم رئيس الحزب الشيوعي اليوناني نيقوس زخريادس العائد للتو من معسكرات الاعتقال الألمانية بداية بالموقف السوفييتي وأيد التعاون من البريطانيين وتسليم سلاح الجبهة، دفعه تعنت البريطانيين في تهميش قوى جبعة التحرير والعنف الذي تعرض له الشيوعيون بعد الاتفاقية إلى اتخاذ مواقف أكثر حدية. جرت في مارس 1946 انتخابات نيابية قاطعها الجمهوريون والحزب الشيوعي اليوناني حيث طالبوا بتأجيلها إلى حين عودة الحياة الطبيعية إلى البلاد، ومع إصرار بريطانيا على عقدها في الموعد جرت الانتخابات رغم المقاطعة واسعة، وحصل فيها تحالف اتحاد القوميين الملكي الذي قاده حزب الشعب برئاسة كونستانتينوس تسالداريس، وأجرت حكومته في ستبمبر من نفس العام استفتاءا على الاحتفاظ بالنظام الملكي لم يعرتف الحزب الشيوعي بنتيجته وأكد أنه مزوّر، وعاد الملك جورج إلى إلى اليونان معززا النفوذ البريطاني في البلاد.(ص.96-97) وقد صرح نايجل كلايف، الذي كان وقتها ضابط ارتباط للحكومة اليونانية ثم رئيس مكتب الاستخبارات البريطامية في أثينا ، أن «اليونان كانت نوعًا من المحميات البريطانية، ولكن السفير البريطاني لم يكن حاكماً استعماريًا».

## الحرب الأهلية 1946-1949

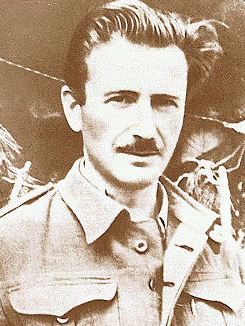
ماركوس فافيادس، 1931

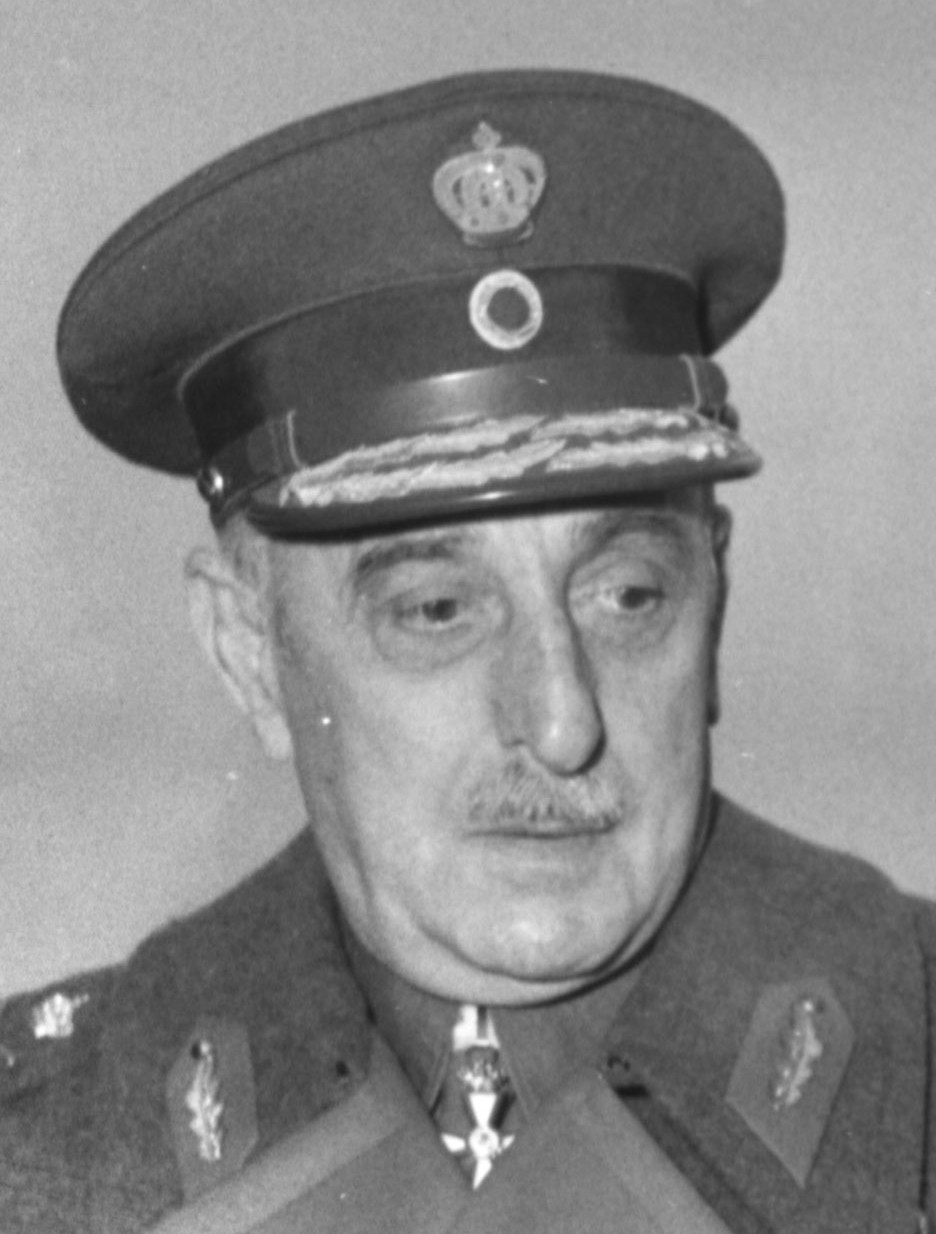
الجنرال ألكسندر باباغوس، 1954

### العودة إلى السلاح
في مارس 1946 هاجمت مجموعة تتألف من 30 عضوا سابقا في جبهة التحرير ELAS مركزًا للشرطة في قرية ليتوخورو في الليلة التي سبقت الانتخابات البرلمانية التي قاطعها الشيوعيون، ويعتبر هذا الهجوم انطلاقة عودة العمل المسلح. كانت العصابات المسلحة من قدامى محاربي جبهة التحرير تتسلل إلى اليونان عبر المناطق الجبلية بالقرب من الحدود اليوغوسلافية والألبانية، وقد نظّمت الآن باسم الجيش الديمقراطي اليوناني (DSE) بقيادة محارب مخضرم من جبهة التحرير هو ماركوس فايادس (المعروف أيضا باسم الجنرال ماركوس)، الذي كان يعمل انطلاقا من يوغسلافيا وأرسله الحزب لتنظيم القوات الموجودة في اليونان.
في حين تلقى الجيش الديمقراطي الدعم من الحكومتين الشيوعيتين اليوغوسلافية والألبانية، ظل موقف الاتحاد السوفييتي ملتبسا، ولكن الحزب الشيوعي اليوناني حافظ على خط اتصال مفتوح مع نظيره السوفييتي وزار زعيمه نيقوس زخريارادس موسكو في أكثر من مناسبة.
مع نهاية عام 1946 تمكن الجيش الديمقراطي من نشر حوالي 16 ألفا من المقاتلين، بما في ذلك 5000 في البيلوبونيز ومناطق أخرى من اليونان. وفقًا لـبيانات الجيش الديمقراطي، فإن مقاتليه «قاوموا عهد الإرهاب الذي تمارسه العصابات اليمينية في جميع أنحاء اليونان». في بيلوبونيز على وجه الخصوص كان مسؤولو الحزب المحليون برئاسة فانجيليس روجاكوس قد وضعوا خطة قبل وقت طويل من قرار خوض حرب العصابات، يكون بموجبها سيكون عدد الثوار العاملين في البر الرئيسي متناسبًا عكسياً مع عدد الجنود الذين كان يحشدهم العدو في المنطقة، ووفقا لهذه الدراسة بلغ تعداد الفرقة الثالثة من الجيش الديمقراطي في بيلوبونيز ما بين 1000 و 5000 مقاتل في أوائل عام 1948.
تعاون فلاحو الريف في الغالب مع الجيش الديمقراطي، حيث كان بإمكان جبهة التحرير قبل سنوات الاعتماد على مليوني عضو في جميع أنحاء البلاد، وشكلوا مصدرا مهما لإمدادات، إلا أنهم تعرضوا بفعل ذلك إلى انتقام القوات الحكومية التي اعتبرتهم متعاطفين مع الشيوعية، ما أدى غالبا إلى السجن أو النفي إلى الجزر، كما استخدمت الحكومة في المناطق الريفية إستراتيجية نصحها بها مستشارون أمريكيون، وهي إخلاء القرى بحجة تعرضها لتهديد مباشر بالهجوم الشيوعي، وهدف هذا الإجراء إلى حرمان الثوار من الإمدادات والمجندين، وفي الوقت نفسه إثارة الكراهية تجاههم.
أعاد الحلفاء الغربيون تنظيم الجيش اليوناني على أسس أكثر احترافية وبلغ تعداده حوالي الـ90 ألف جندي، وبحلول أوائل عام 1947 كانت بريطانيا قد أنفقت 85 مليون جنيهًا إسترلينيًا في اليونان منذ عام 1944، ومع عدم قدرة بريطانيا على الاستمرار في هذا العبء، أعلن الرئيس الأمريكي هاري ترومان أن الولايات المتحدة ستتدخل لدعم حكومة اليونان ضد الضغط الشيوعي. خلال عام 1947 ازداد حجم القتال، وشن الجيش الديمقراطي هجمات واسعة النطاق على بلدات عبر شمال إبيروس وثيساليا وبيلوبونيز ومقدونيا، ودفع ذلك دفع الجيش الحكومي إلى شن هجمات مضادة بحشود كبيرة، لم تواجه أي مقاومة حيث عادت قوات الجيش الديمقراطي التي كانت تعمل باستراتيجية حرب العصابات إلى ملاذاتها الآمنة في الجبال وعبر الحدود الشمالية. أما في البيلوبونيز فكان وضع الجيش الديمقراطي صعبا مع عدم وجود وسيلة للهروب إلى البر الرئيسي لليونان. كانت معنويات الجيش الحكومي منخفضة بصورة عامة، وتطلب الأمل بعض الوقت قبل أن يصبح دعم الولايات المتحدة واضحًا.

### من حرب العصابات إلى الحرب التقليدية
مع بوادر الأزمة بين الاتحاد السوفييتي ويوغسلافيا لم يعد الوقت يلعب في صالح الشيوعيين لاضطرارهم عاجلا أم آجلا إلى اتخاذ موقف بين الطرفين، وفي سبتمبر 1947، قررت قيادة الحزب الشيوعي اليوناني الانتقال من تكتيكات حرب العصابات إلى حرب تقليدية واسعة النطاق على الرغم من معارضة القائد العسكري فافياديس. في ديسمبر 1947 أعلن الحزب الشيوعي اليوناني تشكيل حكومة ديمقراطية مؤقتة بفافياديس رئيسا للوزراء، فردت حكومة أثينا بحظر الحزب الشيوعي اليوناني رسميا، فيما لم تعترف أية حكومة أجنبية بهذه الحكومة. أدت الإستراتيجية الجديدة إلى قيام الجيش الديمقراطي بمحاولات مكلفة للاستيلاء على مدينة رئيسية لتكون مقرا للحكومة، وفي ديسمبر 1947 قُتل نحو 1200 مقاتل من الجيش الديمقراطي في معركة نظامية حول بلدة كونيتسا. في الوقت نفسه أجبرت هذه الاستراتيجية الحكومة على زيادة حجم الجيش. مع سيطرتها على المدن الكبرى، نفذت الحكومة حملة قمعية واسعة النطاق ضد أعضاء ومؤازري الحزب الشيوعي وسجنت الكثيرين في معسكرات في جزيرة ميكرونيسوس.
على الرغم من الانتكاسات في الحرب النظامية وصل الجيش الديمقراطي إلى ذروة قوته في عام 1948، ووسعت عملياتها إلى أتيكا التي تبعد 20 كيلومترا عن أثينا، واستقطبت قواته أكثر من 20 ألف مقاتل رجالا ونساء، وشبكة من المتعاطفين والمخبرين في كل قرية وضاحية. شن الجيش الديمقراطي حرب عصابات عبر اليونان، وسيطرت فرته الثالثة التي كان يبلغ قوامها 20 ألف رجل في عام 1948 على 70٪ من البيلوبونيز سياسياً وعسكرياً. كما كانت الكتائب التي سميت على اسم تشكيلات ELAS نشطة في شمال غرب اليونان وفي جزر ليسفوس وليمنوس وإيكاريا وساموس وكريت وإيفويا والجزء الأكبر من الجزر الأيونية.
على الجانب المقابل كان المستشارون والأموال والمعدات يتدفقون الآن إلى البلاد من الحلفاء الغربيين، وتحت توجيههم أخليت مناطق واسعة من الريف، وشن الجيش الحكومي سلسلة من الهجمات الكبرى على جبال وسط اليونان. وعلى الرغم من أن الهجمات لم تحقق جميع أهدافها ، إلا أنها ألحقت هزائم خطيرة بالجيش الديمقراطي. اعتقل خلال الحرب الأهلية مئة ألف من الشيوعيين وأنصارهم، خاصة في المدن التي كانت تحت سيطرة الحكومة، وأعدم حوالي الـ3000.
أدت القطيعة بين بين ستالين وتيتو إلى إحباط عام في صفوف الثوار، ففي يونيو 1948 قطع الاتحاد السوفياتي وتوابعه العلاقات مع يوغسلافيا. في أحد الاجتماعات التي عقدت في الكرملين مع ممثلي يوغوسلافيا خلال الأزمة السوفيتية اليوغوسلافية ،  أعلن ستالين معارضته المطلقة لـ «الانتفاضة اليونانية»، موضحا للوفد اليوغوسلافي أن الوضع في اليونان كان دائمًا مختلفًا عن الوضع في يوغوسلافيا، لأن الولايات المتحدة وبريطانيا «لن تسمحا (لليونان] أبدًا بقطع خطوط اتصالهما في البحر الأبيض المتوسط». استخدم ستالين كلمة svernut ، الروسية التي تعني «الطيّ/الضبضبة»، للتعبير عما يجب أن يفعله الشيوعيون اليونانيون. كانت يوغوسلافيا الداعم الرئيسي للشيوعيين اليونانيين منذ سنوات الاحتلال. وبالتالي ، كان على الحزب الشيوعي اليوناني الاختيار بين ولائه للاتحاد السوفيتي وعلاقاته مع أقرب حليف له. وبعد صراع داخلي اختارت الأغلبية الحزبية بقيادة سكرتير الحزب نيقوس زخريادس اّتباع الاتحاد السوفيتي، وفي يناير 1949، اتهمت قيادة الحزب فافياديس نفسه بـ «التيتوية» وأبعدته من مناصبه السياسية والعسكرية ، ليحل محله زخرياديس. وبعد عام من الأزمات أغلق تيتو الحدود اليوغوسلافية أمام الجيش الديمقراطي في يوليو 1949 وحل معسكراته داخل يوغوسلافيا، وظل الجيش الديمقراطي قادرا على استخدام الأراضي الحدودية الألبانية، وهي بديل ضعيف. أثار انقسام ستالين-تيتو انقساما حادا داخل الحزب الشيوعي اليوناني، حيث أدت ملاحقة «التيتويين» إلى إضعاف المعنويات وتشويش صفوف الحزب واستنفاذ دعمه في المناطق الحضرية.(ص.102-112)
في صيف عام 1948، عانت الفرقة الثالثة في بيلوبونيز من هزيمة عسكرية فادحة بسبب نقص دعم الذخيرة من مراكز الجيش الديمقراطي، وفشلها في الاستيلاء على مستودعات الذخيرة الحكومية في زاكارو في غرب بيلوبونيز، وكان ذلك بمثابة حكم الإعدام على مقاتليها البالغ عددهم 20000 مقاتل، الذين أبيد أغلبهم (بما في ذلك قائد الفرقة ، فانجليس روغاكوس) في معركة مع ما يقرب من 80 ألف جندي من الجيش الحكومي الذي طبق إستراتيجية ناجحة أطلق عليها الاسم الرمزي «بيريستيرا» (حمامة باليونانية)، كما واصلت حملات الاعتقالات في المدن إرسال أنصار الشيوعيين إلى معسكرات الاعتقال. بعد ذلك أصبحت البيلوبونيز تحت حكم مجموعات شبه عسكرية تقاتل إلى جانب الجيش الحكومي، مارست الإرهاب في المناطق الحضرية، وقامت على سبيل المثال بقطع رؤوس قتلى الشيوعيين ووضعتهم في ساحات مركزية. بعد الهزيمة في جنوب اليونان ، واصل الجيش الديمقاطي العمل في شمال اليونان وبعض الجزر، لكن قوته تراجعت إلى حد كبير وواجه عقبات كبيرة على الصعيدين السياسي والعسكري.

### هزيمة الاشتراكيين ونهاية الحرب
في الوقت نفسه تولى قيادة الجيش الحكومي الجنرال ألكسندر باباغوس الذي قاد الجيش اليوناني خلال الحرب اليونانية الإيطالية، وفي أغسطس 1949 شن باباغوس هجومًا مضادًا كبيرًا ضد قوات الجيش الديمقراطي في شمال اليونان، في عملية أطلق عليها اسم «الشعلة»، وكانت الحملة انتصارًا كبيرا للجيش الحكومي وأسفرت عن خسائر فادحة في صفوف الجيش الديمقراطي الذي لم يعد بعدها قادرا على خوض معارك كبرى. وبحلول سبتمبر 1949 انسحبت إلى ألبانيا فرق الجيش الديمقراطي الرئيسية التي كانت تدافع عن غراموس وفيتسي، وهما موقعان حيويان لعملياته في شمال اليونان. ظلت إثر ذلك مجموعتان رئيسيتان داخل الحدود، في محاولة لإعادة الاتصال بشراذم الجيش الديمقراطي المتناثرة في وسط البلاد.
بنهاية سبتمبر 1949 غادرت هذه المجموعات التي يبلغ قوامها 1000 مقاتل اليونان، وانتهى وجود الجيش الديمقراطي العسكري في البلاد. بعد مناقشة مع الحزب الشيوعي للاتحاد السوفيتيانتقل مقر الجيش وغالبية المقاتلين إلى طشقند في الاتحاد السوفيتي، وظلوا في معسكرات هناك لثلاثة سنوات قبل ينقل المقاتلون الأكبر سنا والمصابين والنساء والأطفال ليوزعوا على دول المعسكر الاشتراكي الأوروبية.
في 16 أكتوبر 1949 أعلن زخريادس «وقف إطلاق نار مؤقت لمنع الإبادة الكاملة لليونان»، وكان هذا الإعلان بمثابة نهاية الحرب الأهلية اليونانية.

## أطفال الحرب
كان ترحيل الأطفال من كلا الجانبين قضية حساسة ومثيرة للجدل، وفقد نقلت قوات الجيش الديمقراطي حوالي 30.000 طفلا من الأراضي الواقعة تحت سيطرتها إلى بلدان الكتلة الشرقية. كما نقلت الحكومة أطفالا كثيرين آخرين إلى معسكرات خاصة داخل اليونان «لحمايتهم»، وهي فكرة طورتها الملكة فريدريكا.
ووفقًا لبعض المصادر، اتبعت الحكومة اليونانية سياسة التهجير بتبني أطفال الحرب ووضعهم في معسكرات تلقين عقائدي. وقد ذكرت لجنة تابعة للأمم المتحدة في ذلك الوقت أن الملكة فريدريكا قد أعدت بالفعل«معسكرات إصلاحية» خاصة في الجزر اليونانية لـ 12000 طفل يوناني. احتجزت الحكومة خلال الحرب أكثر من 25000 طفل، معظمهم من عائلات خصومها اليساريين، في 30 «مدينة أطفال» تحت إشراف الملكة فريدريكا المباشر، وهو أمر أكده اليسار بشكل خاص. أرسل بعض هؤلاء الأطفال للتبني لدى عائلات أمريكية، وقد عاد بعضهم بعد عقود لتتبع خلفياتهم العائلية في اليونان.
من جانبها أكدت القيادة الشيوعية أن الأطفال جمعوا وأجلوا من مناطق الاشتباك في اليونان بناءً على طلب "المنظمات الشعبية والأهل". وتشير رواية الحزب الشيوعي اليوناني الرسمية إلى أن الحكومة المؤقتة قد أصدرت توجيهاً بإجلاء جميع القاصرين من سن 4 إلى 14 سنة لحمايتهم من الحرب والمشاكل المرتبطة بها، كما جاء بوضوح وفق قرارات الحكومة المؤقتة في 7 مارس 1948. أما خصوم الشيوعيين فقد اتهموهم باختطاف الأطفال إلى معسكرات لتلقينهم العقيدة الشيوعية وتحويلهم إلى ما يشبه "الإنكشاريين".
قد لفتت هذه القضية انتباه الرأي العام الدولي، وأصدرت لجنة خاصة تابعة للأمم المتحدة تقريراً جاء فيه أن «بعض الأطفال قد نُقلوا قسراً في الواقع». ودعى عدد من قرارات الجمعية العامة للأمم المتحدة إلى إعادة الأطفال إلى ديارهم.
بعد 50 عامًا ، ظهر المزيد من المعلومات حول إعادة الأطفال تدريجياً إلى اليونان بين عامي 1975 و 1990، وأن هؤلاء لم يكونوا عقائديين، بل يحملون مواقف ووجهات نظر مختلفة ومتباينة تجاه الشيوعية.

## قائمة بالمختصرات
| المختصر | باليونانية                               | ترجمة                           |
| ------- | ---------------------------------------- | ------------------------------- |
| DSE     | μοκρατικός Στρατός Ελλάδας               | الجيش الديمقراطي اليوناني       |
| EAM     | Εθνικό Απελευθερωτικό Μέτωπο             | جبهة التحرير الوطني             |
| EDES    | Εθνικός Δημοκρατικός Ελληνικός Σύνδεσμος | الدوري اليوناني الجمهوري الوطني |
| EKKA    | Εθνική και Κοινωνική Απελευθέρωσις       | التحرير الوطني والاجتماعي       |
| ELAN    | Ν Ν                                      | بحرية التحرير الشعبية اليونانية |
| ELAS    | Στρ Στρ                                  | جيش التحرير الشعبي اليوناني     |
| KKE     | Κομουνιστικό Κόμμα ας                    | الحزب الشيوعي اليوناني          |
| NOF     | ародно Ослободителен Фронт               | جبهة التحرير الوطني (مقدونيا)   |
| OPLA    | Οργάνωση ασίας Λαϊκών Αγωνιστών          | منظمة حماية النضال الشعبي       |
| باسوك   | Πανελλήνιο Σοσιαλιστικό Κίνημα           | الحركة الاشتراكية الهيلينية     |
| PEEA    | Πολιτική Επιτροπή Εθνικής Απελευθέρωσης  | اللجنة السياسية للتحرير الوطني  |
| YVE     | Υπερασπισταί Βορείου Ελλάδος             | المدافعون عن شمال اليونان       |
| X       | Οργάνωσις Χ                              | منظمة إكس                       |